# In Mourning
In Mourning es una banda sueca de death metal progresivo formada en 2000 en Falun. Con inicios en el metal gótico, tras orientarse a su actual estilo grabaron cinco demos y firmaron con el sello noruego Aftermath Music, con el que publicaron su álbum debut Shrouded Divine en enero de 2008. Gracias a su buena acogida, regresaron al estudio para publicar, en enero de 2010, su segundo trabajo, Monolith, en el sello Pulverised Records.

## Discografía

### Demos
- In Mourning (2000)
- Senseless (2002)
- NEED (2003)
- Confessions of the Black Parasite (2004)
- Grand Denial (2006)

### Álbumes de estudio
- Shrouded Divine (2008)
- Monolith (2010)
- The Weight of Oceans (2012)
- Afterglow (2016)
- Garden of Storms (2019)

## Miembros
- Tobias Netzell - voz, guitarra
- Pierre Stam - bajo
- Björn Pettersson - guitarra
- Tim Nedergård - guitarra

## Exmiembros
- Christian Netzell - Batería